# Métro de Zurich
Le métro de Zurich est un projet de métro dans le canton de Zurich datant du début des années 1970, qui a été refusé par le peuple par référendum en 1973.

## Ligne 1
La première ligne aurait eu trois branches au nord (Zurich-Aéroport, Kloten et Schwamendingen) et une branche à l'ouest (Dietikon), en desservant les lieux suivants :

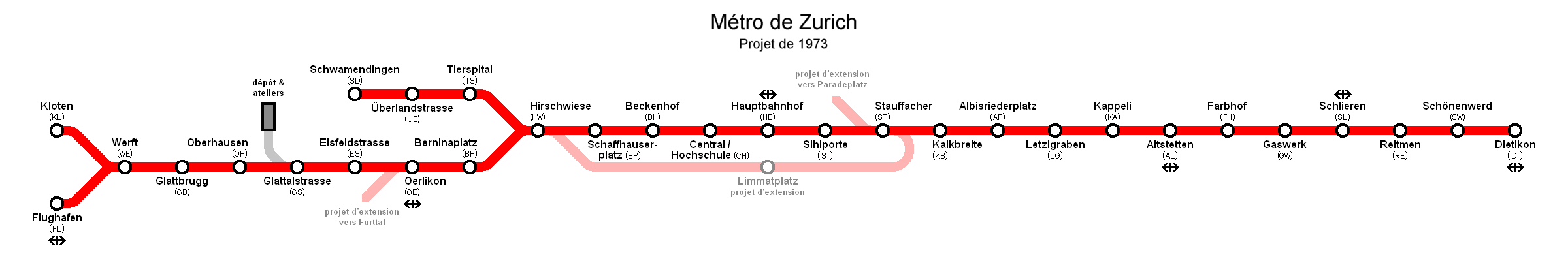
Schéma de la ligne 1

- Glattbrugg
- Oerlikon
- Central / Hochschule
- Hauptbahnhof
- Letzigraben
- Altstetten
- Schlieren

## Infrastructures réalisées

### Caisson de la station « Hauptbahnhof »
Lors de la rénovation de la gare centrale de Zurich, un caisson en béton a été réalisé en prévision du futur métro. À l'instar des « stations fantômes » du métro parisien (Orly-Sud, La Défense–Michelet et Élysées–La Défense), il est resté vide.
En 1990, le chemin de fer Sihltal Zürich Uetliberg Bahn (SZU, lignes 4 et 10 du S-Bahn de Zurich) abandonne son terminus de Zurich-Selnau qu'il occupait depuis 1875, pour être prolongé jusqu'à la gare centrale. Deux voies sont posées, encadrant un quai central, et l'arrière-gare est utilisé pour garer les compositions.

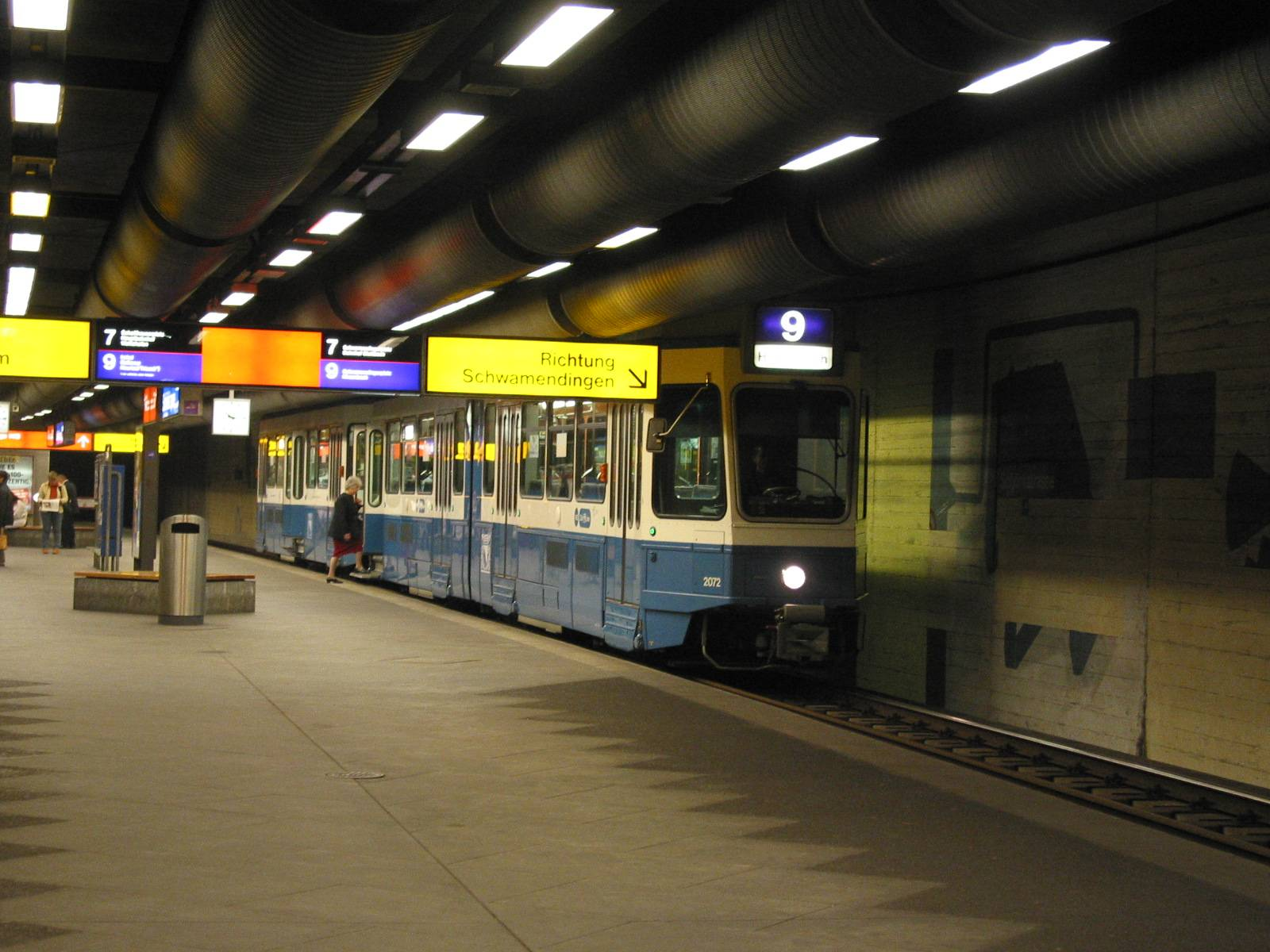
Station « Schörlistrasse »

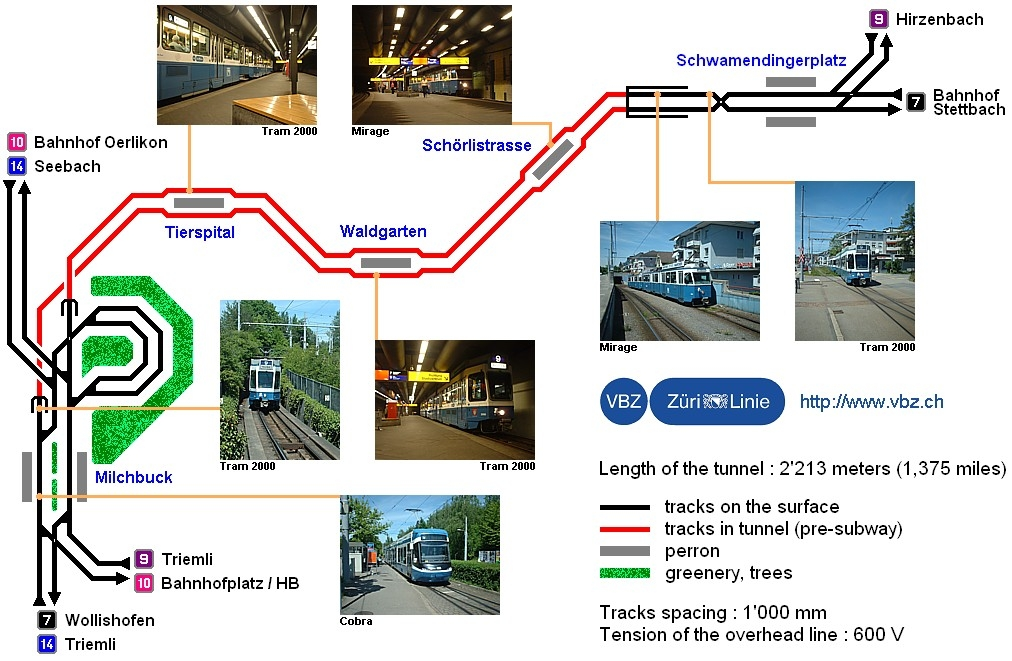
Plan des voies du « prémétro »

### Tunnel de Schwamendingen
Ce tunnel d'une longueur de 2 213 mètres a été réalisé en avance afin d'y effectuer les essais des futurs trains. Seul le gros œuvre a été construit, les voies n'ont pas été posées. Après le refus du peuple, l'ouvrage est resté abandonné quelques années avant d'être réutilisé pour la desserte par tramway des quartiers au nord du Zürichberg (lignes VBZ 7 et 9). Les tramways y circulent depuis 1986 sur une double voie et trois stations sont réalisées (contre deux sur le projet de 1973) : Tierspital, Waldgarten et Schörlistrasse. Étant donné que les quais sont centraux et que les tramways unidirectionnels n'ont de portes que sur leur côté droit, les trains circulent à gauche, au contraire des lignes de surface ! 
On peut dire qu'il s'agit d'un prémétro, système connu sur les réseaux de tramways de Bruxelles et Vienne.